# Fuentidueña
Fuentidueña ist ein Ort und eine Gemeinde (municipio) mit 133 Einwohnern (Stand: 2024) in der zentralspanischen Provinz Segovia in der Autonomen Gemeinschaft Kastilien-León. Aufgrund der Vielzahl historischer Bauwerke wurde der Ort im Jahr 1997 als Kulturgut (Bien de Interés Cultural) in der Kategorie Conjunto histórico-artístico eingestuft.

## Lage und Klima
Der Ort Fuentidueña liegt an einem Berghang in einer Höhe von etwa 860 bis 890 m am Río Duratón etwa 33 km (Fahrtstrecke) nordwestlich der Kleinstadt Sepúlveda. Die Entfernung zur Provinzhauptstadt Segovia beträgt etwa 73 km in südlicher Richtung. Das Klima ist gemäßigt bis warm; Regen (ca. 460 mm/Jahr) fällt mit Ausnahme der trockenen Sommermonate übers Jahr verteilt.

## Bevölkerungsentwicklung
| Jahr      | 1857 | 1900 | 1950 | 2000 | 2017 |
| Einwohner | 327  | 453  | 562  | 181  | 141  |

Infolge der zunehmenden Mechanisierung der Landwirtschaft, der Aufgabe vieler bäuerlicher Kleinbetriebe und des daraus resultierenden Verlusts an Arbeitsplätzen auf dem Lande hat der Ort seit der Mitte des 20. Jahrhunderts deutlich an Einwohnern eingebüßt.

## Wirtschaft
Der Ort lebt im Wesentlichen von der Landwirtschaft (Ackerbau) und vom Tourismus (Vermietung von Ferienwohnungen).

## Geschichte

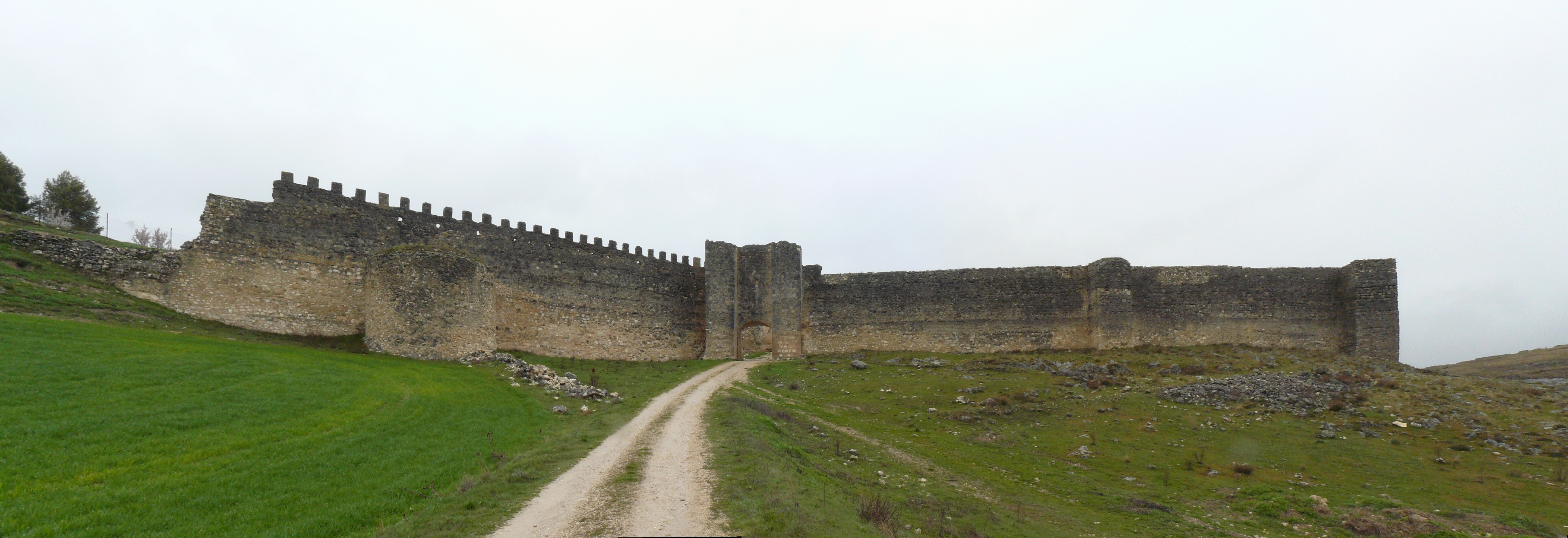
Burg (castillo)

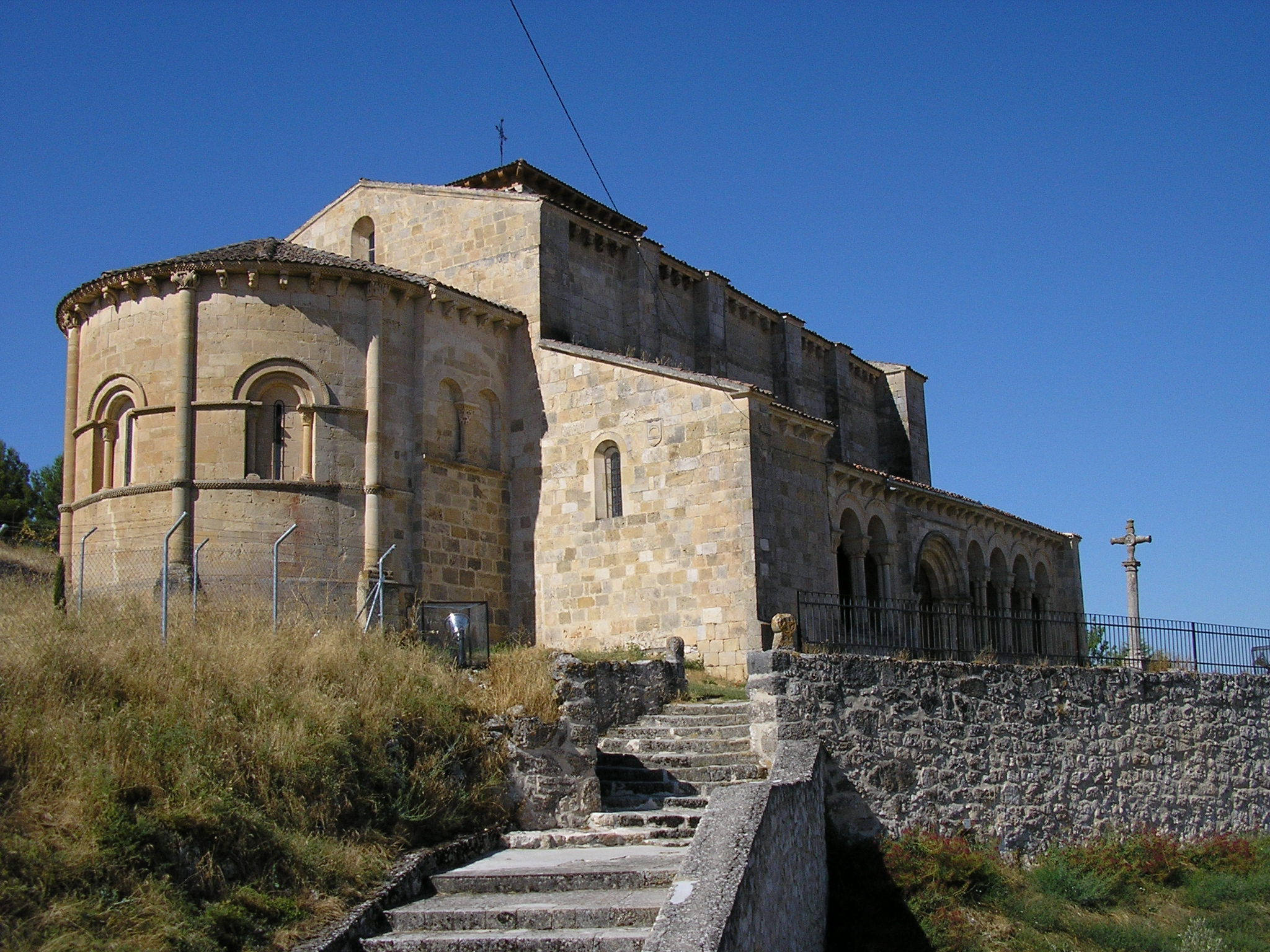
Iglesia San Miguel von Osten

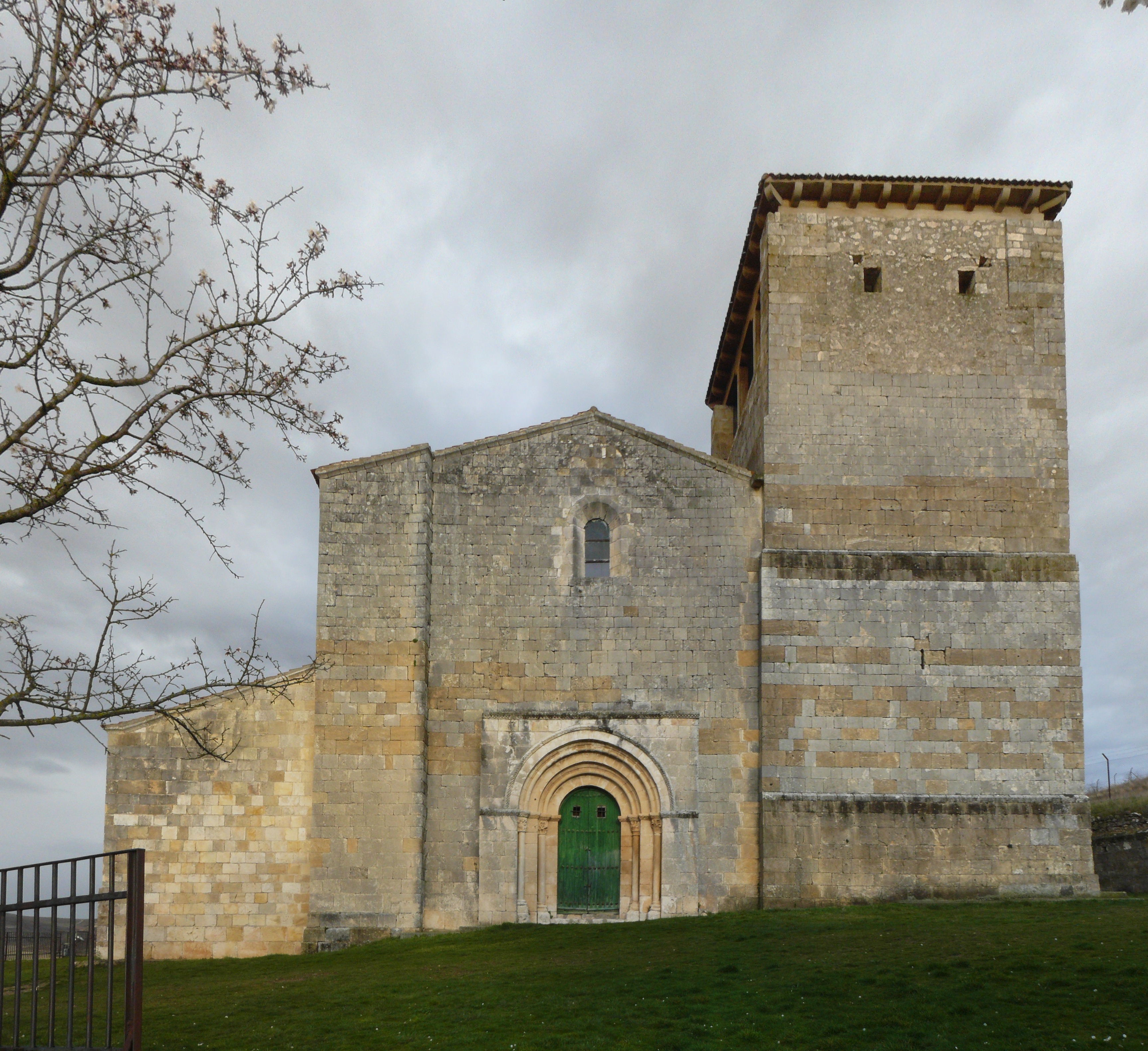
Iglesia San Miguel von Westen

Der Ort war im Mittelalter nicht unbedeutend – eine in einen Stein gemeißelte Inschrift erinnert an eine Schlacht gegen das Heer Almansors im Jahr 1002 unmittelbar vor dessen Niederlage bei Calatañazor. Möglicherweise stand bereits zu dieser Zeit eine Burg (castillo), die später unter Alfons VIII. und dessen Nachfolgern erweitert wurde und eine ganze Hügelkuppe einnimmt. Das hohe Mittelalter gilt als die Blütezeit des Ortes – in dieser Zeit entstanden auch mehrere romanische Kirchen.

## Sehenswürdigkeiten
- Kennzeichnend für das Ortsbild sind teilweise überbaute Gassen mit auf Stützen (soportales) ruhenden Balkonvorbauten.
- Die im Ortszentrum stehende alte Pfarrkirche (Iglesia de Santa María) ist ein ursprünglich spätromanischer Bau aus dem 13. Jahrhundert, der allerdings in späterer Zeit verändert wurde und heute wegen seines insgesamt ruinösen Zustands nicht mehr genutzt wird. Zu sehen sind die romanische Apsis, zwei Portale und einige von Regen und Wind ausgewaschene Kapitellreste.
- Eine mittelalterliche, in späterer Zeit aber immer wieder restaurierte Brücke überspannt den Río Duratón.
- Sehenswert sind auch die aus großen und kleinen Steinen gemauerten, halb oberirdischen Vorratskeller (bodegas). Deren rückwärtiger Teil ist in das von Feldsteinen durchsetzte Erdreich hineingetrieben, wodurch sommers wie winters eine gleichmäßige Temperatur von etwa 10 °C bis 15 °C erreicht wird.
- Oberhalb des Ortes steht die – heute als Pfarrkirche dienende – romanische Kirche San Miguel mit ihrer original erhaltenen und mit figürlichen Kapitellen und Konsolen versehenen Apsis und einer restaurierten, mit Doppel- und Vierfachsäulen ausgestatteten Südvorhalle (portico oder galería porticada).

New York, USA
- Die gut erhaltene Apsis der dem hl. Martin (San Martín) geweihten Kirche eines in der Nähe befindlichen, aber bereits im 17. oder 18. Jahrhundert aufgegebenen Zisterzienserklosters wurde im Jahr 1957 – trotz ihrer Einstufung als nationales Kulturgut (Bien de Interés Cultural) – in die USA verkauft und ist heute im Museum The Cloisters in New York zu sehen, wo der umfassend erneuerte Kirchenraum für Gottesdienste und Konzerte genutzt wird. An Ort und Stelle existieren nur die Ruinen der aus Bruchsteinen (mampostería) gemauerten Außenwände des Kirchenschiffs und Reste eines freigelegten mittelalterlichen Friedhofs (necrópolis).

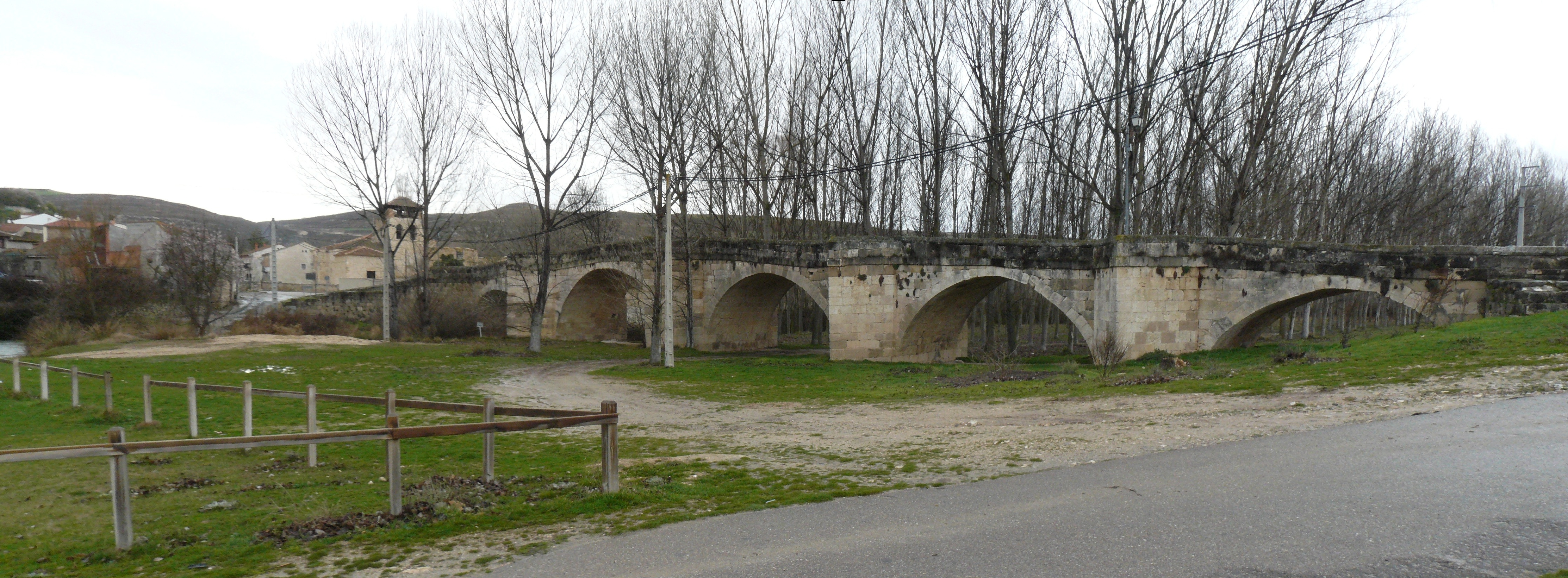
Brücke über den Río Duratón
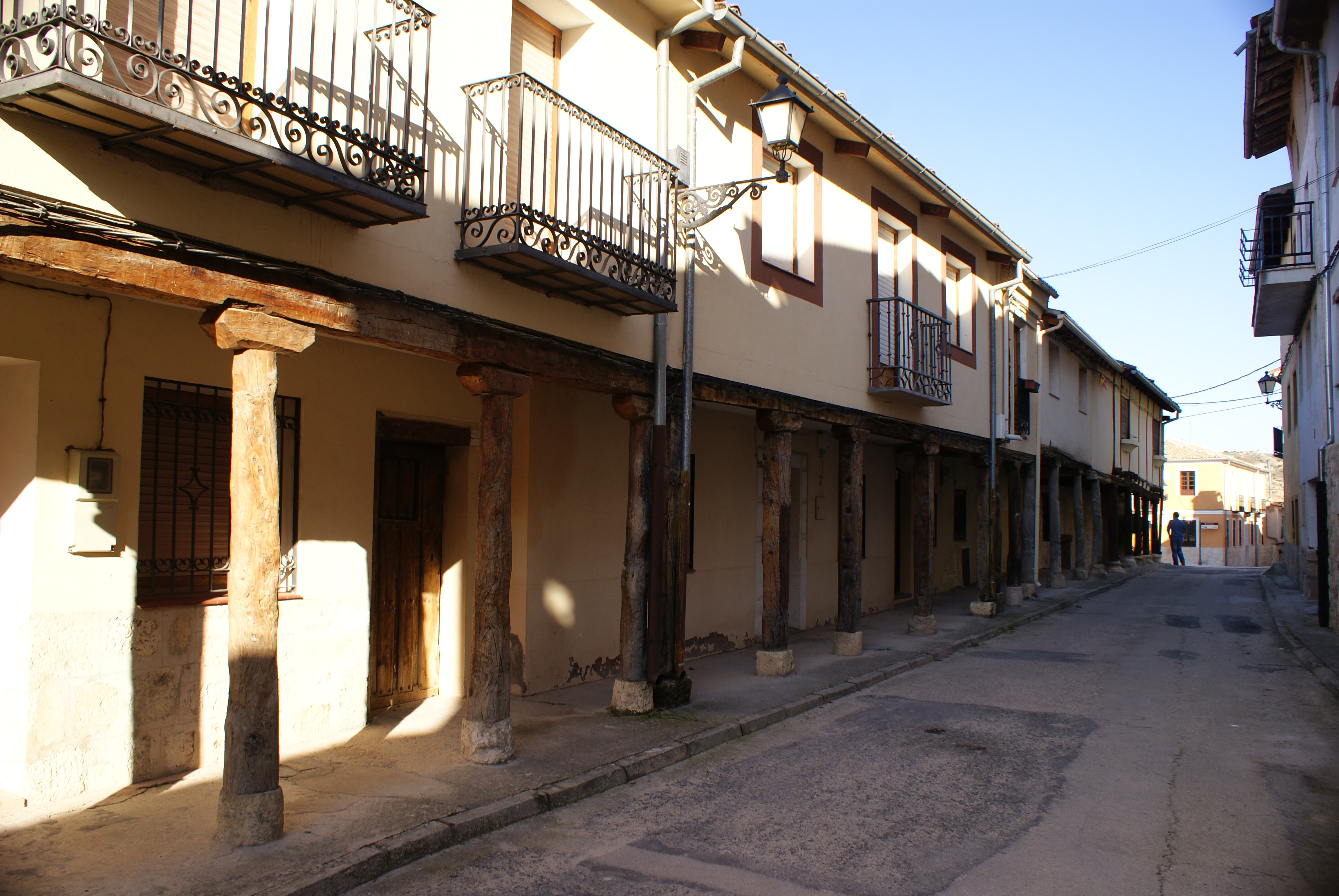
Straße mit vorgezogenen Balkonen
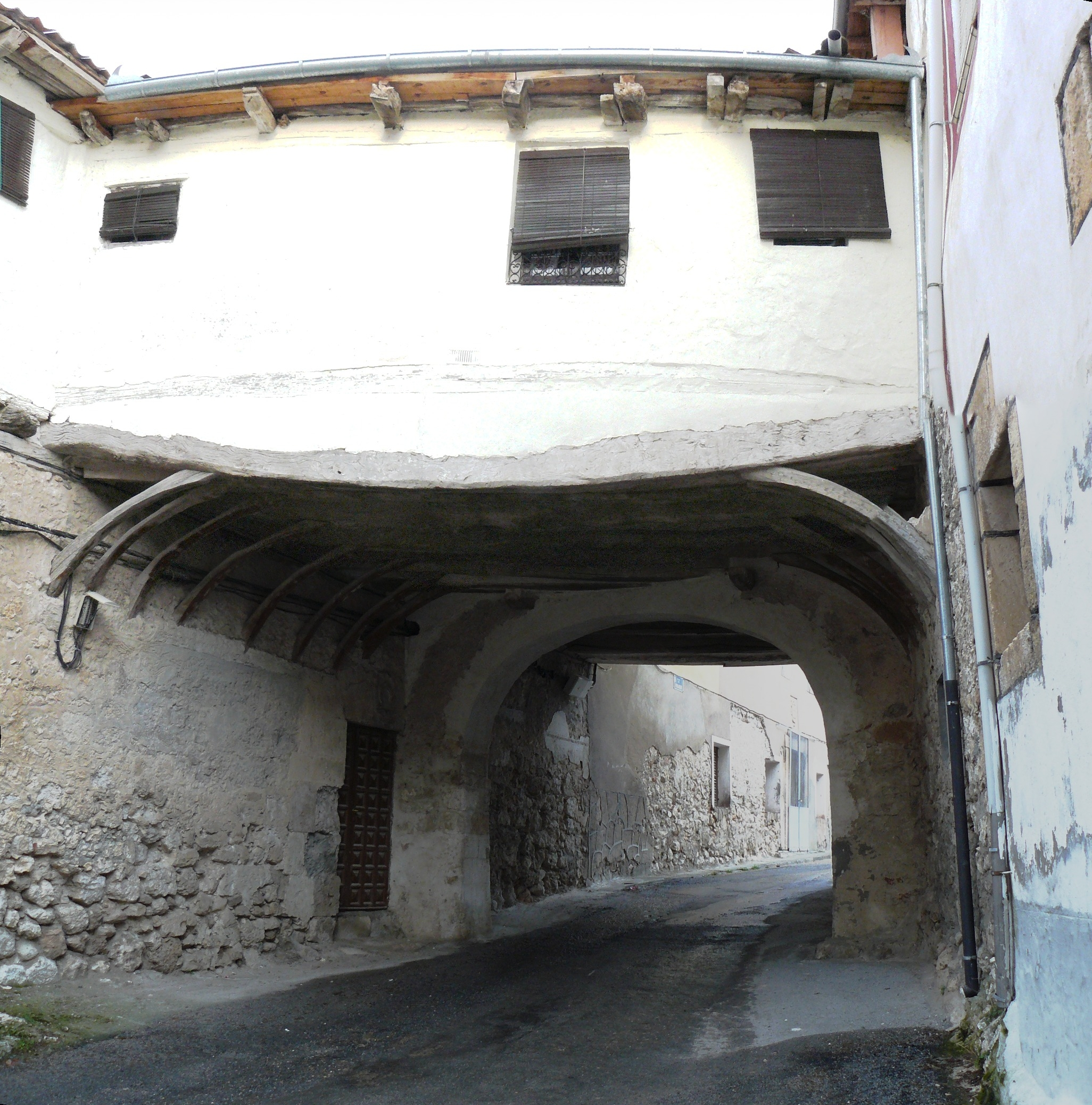
Überbauung
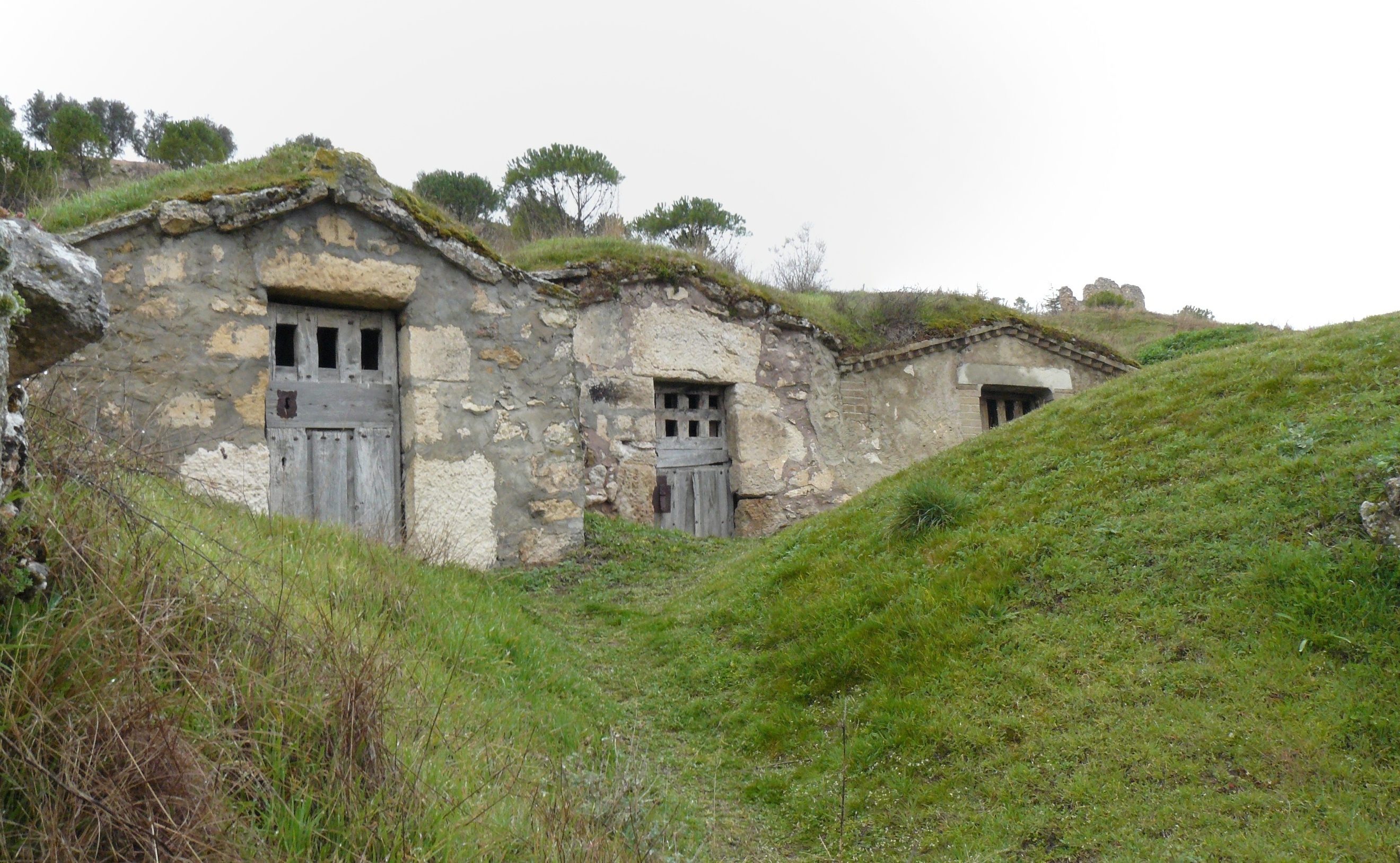
Steinkeller (bodegas)